# Carl Landry
Carl Christopher Landry (ur. 19 września 1983 w Milwaukee, Wisconsin) – amerykański koszykarz, występujący na pozycji silnego skrzydłowego.
Przed karierą zawodową w NBA był członkiem drużyny koszykarskiej uniwersytetu Purdue. Został wybrany w drafcie w roku 2007 z numerem 31. Pierwsze dwa i pół sezonu spędził w Houston Rockets, gdzie był głównie rezerwowym. Początek jego trzeciego sezonu był przełomowym. Grając po 27,2 minuty na mecz zdobywał 16,1 punktu i 5,5 zbiórki na mecz. 18 lutego 2010 został oddany w wymianie do Sacramento Kings. Tam dograł sezon do końca, będąc graczem pierwszej piątki. Rozegrał 28 spotkań, zdobywając 18 punktów i 6,5 zbiórki na mecz.
23 lutego 2011 został oddany do New Orleans Hornets w wymianie za Marcusa Thorntona. W barwach Hornets grał tylko przez półtora roku. 1 sierpnia 2012 podpisał dwuletni kontrakt z Golden State Warriors jako wolny agent. 26 czerwca 2013 Landry wykorzystał opcję zawodnika w swoim kontrakcie i został wolnym agentem. 15 lipca 2013 podpisał kontrakt z Sacramento Kings.
W lipcu 2015 podpisał umowę z Philadelphia 76ers. Został zwolniony 31 sierpnia 2016.
4 lutego 2019 został zawodnikiem japońskiego Hiroshima Dragonflies.
W NBA występował także jego młodszy brat Marcus (Knicks, Celtics).

## Osiągnięcia
Stan na 20 stycznia 2020, na podstawie, o ile nie zaznaczono inaczej.
NCAA
- Uczestnik turnieju NCAA (2007)
- Zaliczony do:
  - I składu:
    - Big Ten (2007)
    - turnieju:
      - Big Ten (2007)
      - Maui Invitational (2007)

  - II składu Big Ten (2005)

NBA
- Zaliczony do II składu debiutantów NBA (2008)[10]

Inne
- Zaliczony do składu honorable mentio ligi CBA (2018 przez asia-basket.com)[7]